# Monte Piana
Der Monte Piana ist ein 2324 Meter hoher Berg in den Sextner Dolomiten an der Grenze zwischen den italienischen Provinzen Südtirol und Belluno, Italien, nördlich des Misurinasees. Der Plateauberg trägt noch den Monte Piano genannten Nordgipfel (2305 m). Der allein stehende Berg ist umgeben von den Drei Zinnen im Osten, der Cristallogruppe, der Cadini-Gruppe und dem Dürrenstein. Die Südtiroler Anteile des Bergs sind im Naturpark Drei Zinnen unter Schutz gestellt.
Im Ersten Weltkrieg war der Berg zwischen Österreichern und Italienern heftig umkämpft (siehe dazu auch den Artikel Gebirgskrieg 1915–1918). Der Nordgipfel Monte Piano war von den Österreichern, der südliche Hauptgipfel von den Italienern besetzt. Auf dem hochplateauartigen Gipfelbereich zeugen die Stellungsanlagen, Schützengräben und Stollen beider Seiten, die sich teilweise nur wenige Meter gegenüberlagen, davon noch heute. Auf einem 1977 bis 1982 vom Verein der Dolomitenfreunde angelegten Historischen Rundweg können diese besichtigt werden.
Ein leichter Anstieg auf den Berg erfolgt vom Süden her zum Rifugio Angelo Bosi (2205 m), bis zur Hütte als asphaltierte Fahrstraße. Die übrigen Auf- und Abstiege über den Touristensteig und den Pionierweg erfordern Trittsicherheit. Der Dolomiten-Höhenweg 3 überquert den Berg.
Zum Gedenken an die Rolle des Monte Piano als Kriegsschauplatz 1915–1917 wählte der Ausmusterungsjahrgang 2000 der Theresianischen Militärakademie in Wiener Neustadt den Namen „Jahrgang Monte Piano“.

## Galerie

Jahrgangsabzeichen „Monte Piano“ der Theresianischen Militärakademie in Wiener Neustadt
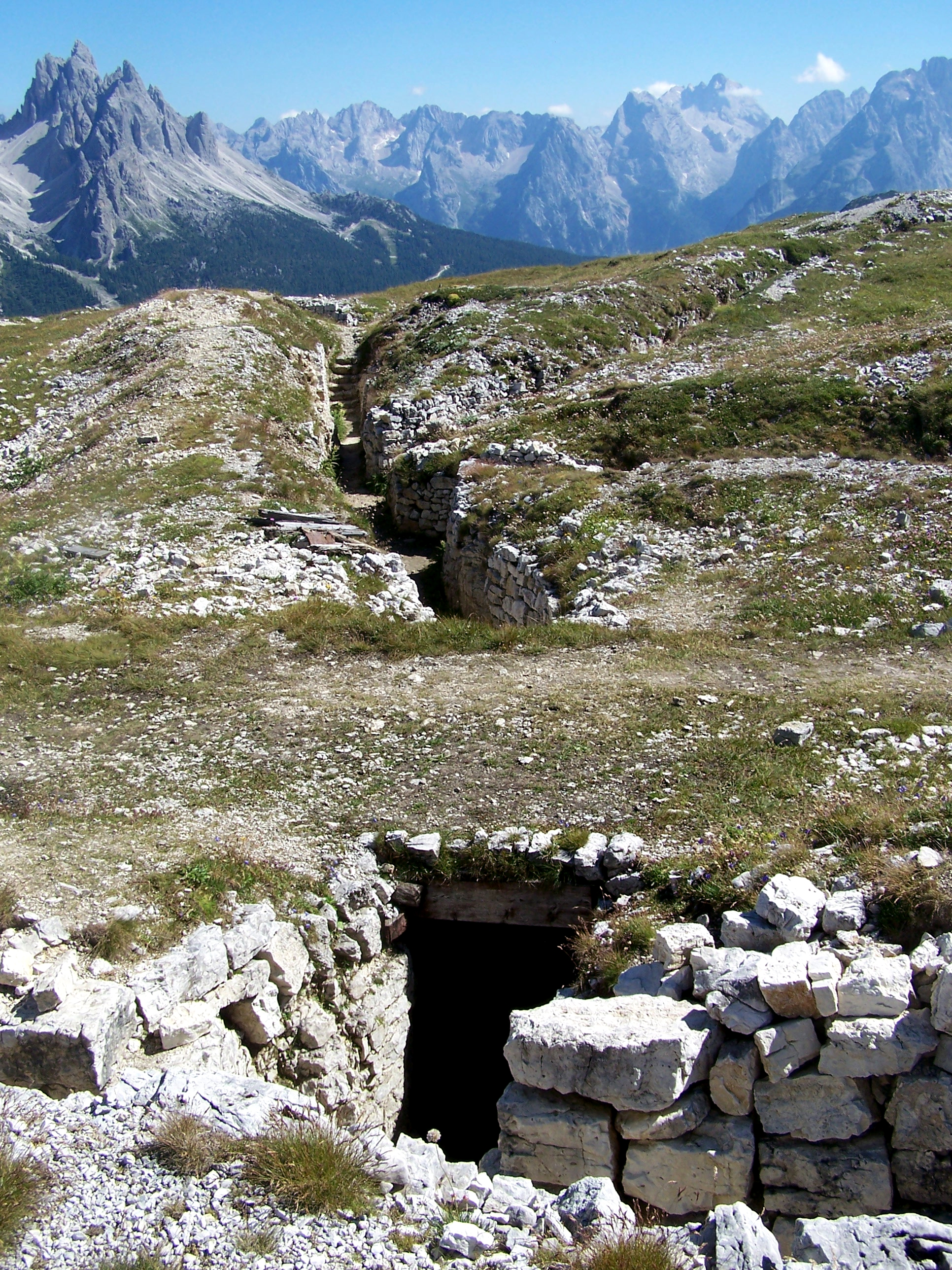
Schützengraben auf dem Monte Piana, Blickrichtung Cadini-Gruppe
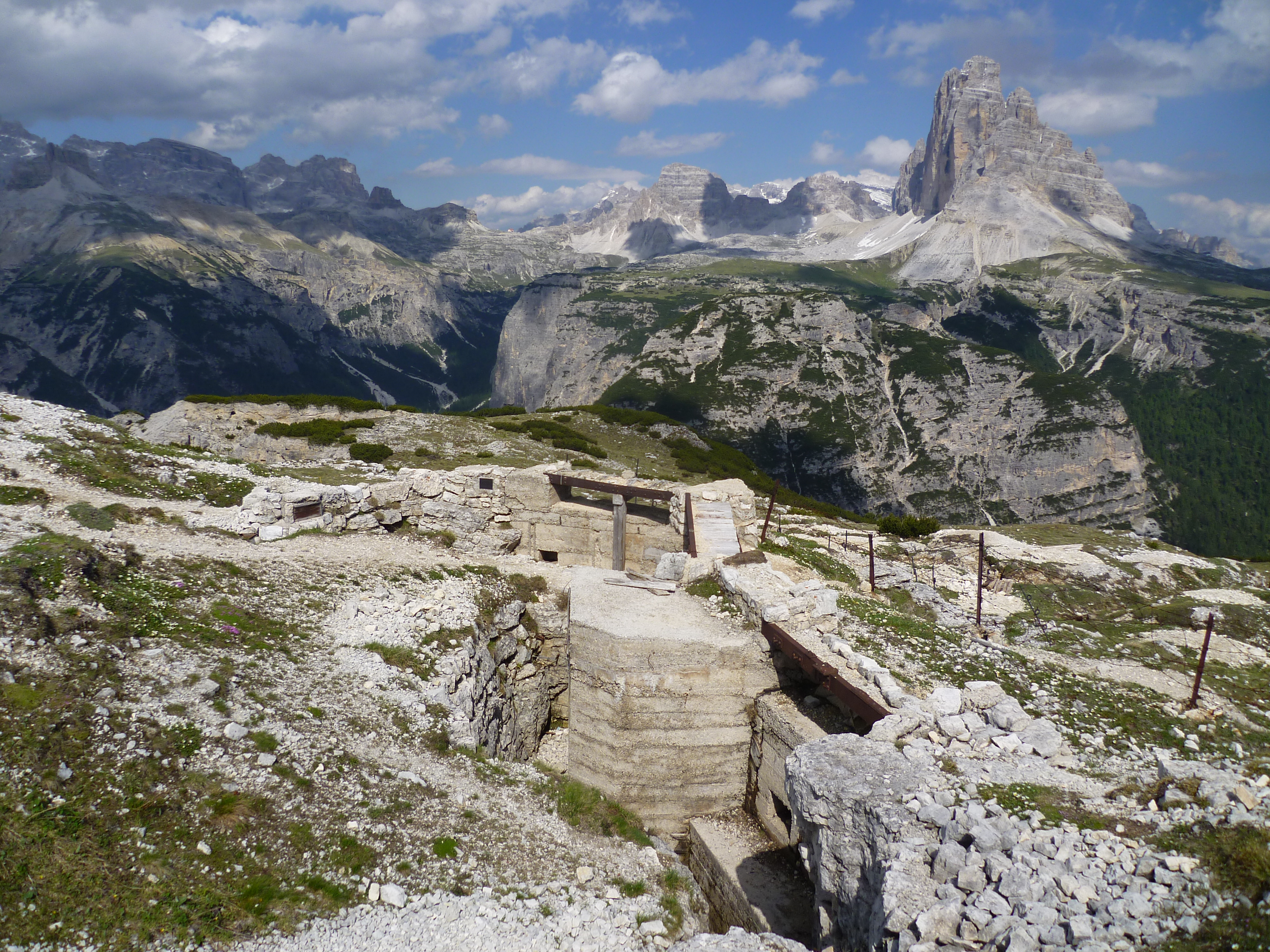
Schützengraben auf dem Monte Piana, Blickrichtung Drei Zinnen